# 內巴
內巴（西班牙語：Neiba）是中美洲國家多明尼加共和國的城市，也是巴奧魯科省的首府，位於該國西南部，距離首都聖多明哥230公里，始建於1735年，面積275.33平方公里，海拔高度10米，2012年人口53,605。